# 리미니 베이스볼 클럽
리미니 베이스볼 클럽(Rimini Baseball Club)은 이탈리안 베이스볼 리그의 프로 야구 팀이다. 이탈리아 리미니를 연고로 하고 있다.